# Тостер

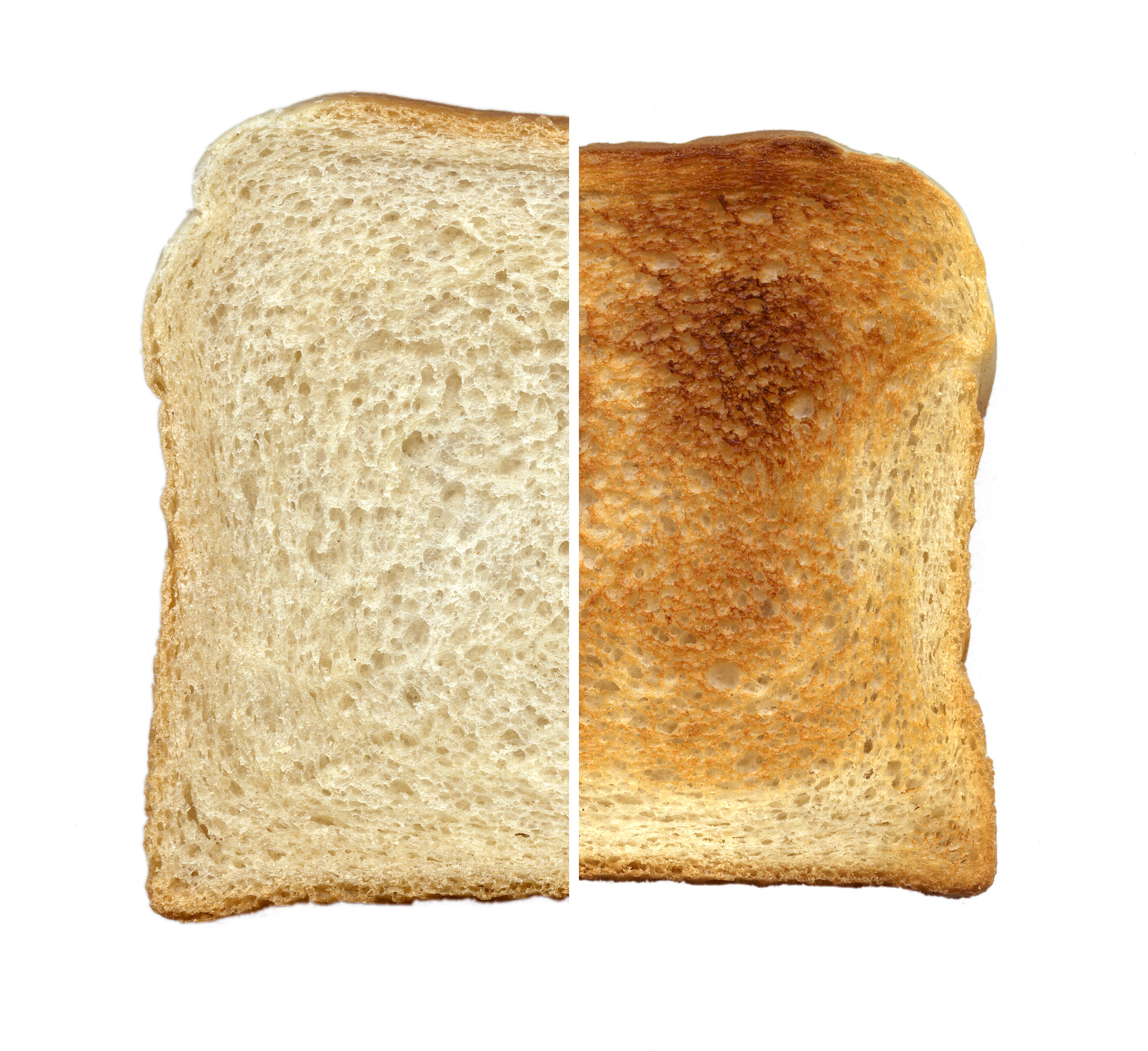
Тост

Тостер (англ. toaster) — пристрій з живленням від електромережі, призначений для швидкого підсмажування плоских шматків хліба (тостів).

## Пристрій і опис
Залежно від певної моделі, тостер може бути розрахований на підсмажування 2 або 4 шматочків хліба (так званих «тостів»). У всіх тостерів є нагрівальні елементи і регульований термостат, за допомогою якого є можливість вибрати необхідний режим для приготування більш-менш підсмажених тостів і швидкість приготування. Термостат розрахований на 6-11 позицій регулювання  температури. В деякі тостери ставлять плавне регулювання температури. Сучасний тостер має електронне управління, яке виробляє контроль часу підсмажування скибок хліба залежно від обраної користувачем температури.

## Характеристики
- Потужність — кількість споживаної енергії (Вт).
- Кількість відділень — у тостерів може бути 1, 2 або 4 відділення для тостів.
- Кількість тостів — найбільша кількість скибок хліба, яке може вмістити тостер за один раз.
- Електронне управління — залежно від необхідної температури електроніка визначає час і ступінь обсмажування скибок хліба. По закінченні цього часу тостер автоматично вимикається і подається попереджувальний сигнал.
- Регульований термостат — дозволяє вибирати і підтримувати той температурний режим, який є необхідним для приготування більш-менш підсмажених тостів.